# Martha Grimes
Martha Grimes (ur. 2 maja 1931 w Pittsburghu) – amerykańska pisarka, autorka powieści detektywistycznych.

## Zarys biografii
Jest córką prawnika Williama Dermita Grimesa i June Dunnington, właścicielki hotelu „Mountain Lake” w miejscowości Mountain Lake Park w zachodnim Maryland, gdzie spędziła większość dzieciństwa. Wspomnienia z tego okresu wykorzystała w powieściach Stacja Cold Flat Junction i Hotel Belle Rouen. Studiowała na University of Maryland i pracowała jako nauczycielka języka angielskiego, a swoją pierwszą książkę napisała dopiero po czterdziestce.
Najbardziej popularne są jej cykle powieściowe z inspektorem Scotland Yardu Richardem Jurym oraz Emmą Graham. Jej debiutem pisarskim była – rozpoczynająca pierwszy ze wspomnianych cykli – powieść Pod Huncwotem (The Man With A Load Of Mischief, 1981), w Polsce wydana dopiero w lutym 2008. Jej książki wielokrotnie trafiały do pierwszej dziesiątki bestsellerów „The New York Timesa”, a pierwszą z nich była The Five Bells and Bladebone, dziewiąta z kolei powieść poświęcona brytyjskiemu inspektorowi. W 1983 zdobyła także nagrodę Nero Wolfe'a „za najlepszą powieść kryminalną” – The Anodyne Necklace.

## Twórczość

### Cykl z inspektorem Richardem Jurym
- The Man With a Load of Mischief (1981) – wyd. pol. Pod Huncwotem, W.A.B. 2008
- The Old Fox Deceiv'd (1982) – wyd. pol. Pod Przechytrzonym Lisem, W.A.B. 2008
- The Anodyne Necklace (1983) – wyd. pol. Pod Anodynowym Naszyjnikiem, W.A.B. 2009
- The Dirty Duck (1984) – wyd. pol. Pod Zawianym Kaczorem, W.A.B. 2010
- The Jerusalem Inn (1984) – wyd. pol. Zajazd „Jerozolima”, W.A.B. 2011
- Help the Poor Struggler (1985) – wyd. pol. Przystań nieszczęsnych dusz, W.A.B. 2013
- Deer Leap (1985)
- I Am the Only Running Footman (1986)
- The Five Bells and Bladebone (1987)
- The Old Silent (1989)
- The Old Contemptibles (1991)
- The Horse You Came In On (1993)
- Rainbow's End (1995)
- The Case Has Altered (1997)
- The Stargazey (1998)
- The Lamorna Wink (1999)
- The Blue Last (2001)
- The Grave Maurice (2002)
- The Winds of Change (2004)
- The Old Wine Shades (2006)
- Dust (2007)
- The Black Cat (2010)
- Vertigo 42

### Cykl z Emmą Graham
- Hotel Paradise (1996) – wyd. pol. Hotel Paradise, W.A.B. 2006
- Cold Flat Junction (2000) – wyd. pol. Stacja Cold Flat Junction, W.A.B. 2007
- Belle Ruin (2005) – wyd. pol. Hotel Belle Rouen, W.A.B. 2007
- Fadeaway Girl (2011)

### Cykl z Andi Oliver
- Biting the Moon (1999)
- Dakota (2008)

### Inne
- Send Bygraves (1990) – poemat
- The End of the Pier (1993) – powieść, której główną postacią jest Maud Chadwick, jedna z bohaterek cyklu z Emmą Graham
- The Train Now Departing (2001) – nowele
- Foul Matter (2004) – powieść

## Ekranizacje
W 2013 Pod Huncwotem (The Man With a Load of Mischief)  został nakręcony jako film przez niemiecką ZDF i austriacką ORF, pod tytułem Der Tote im Pub (Martwy mężczyzna w pubie).